# Oxford (Caroline du Nord)
Pour les articles homonymes, voir Oxford (homonymie).
La ville d’Oxford est le siège du comté de Granville, situé en Caroline du Nord, aux États-Unis.

## Démographie
| 1850 | 1860 | 1870 | 1880  | 1890  | 1900  |
| ---- | ---- | ---- | ----- | ----- | ----- |
| 669  | 878  | 916  | 1 349 | 2 907 | 2 059 |

| 1910  | 1920  | 1930  | 1940  | 1950  | 1960  |
| ----- | ----- | ----- | ----- | ----- | ----- |
| 3 018 | 3 606 | 4 101 | 3 991 | 6 685 | 6 978 |

| 1970  | 1980  | 1990  | 2000  | 2010  | - |
| ----- | ----- | ----- | ----- | ----- | - |
| 7 178 | 7 709 | 7 913 | 8 338 | 8 461 | - |